# Willem Frederik van Royen
Wilhelm Frederik van Royen est un peintre néerlandais, spécialisé dans les oiseaux, né à Haarlem en 1645 et mort à Berlin en 1723.

## Biographie
À La Haye de 1661 à 1668, il étudie auprès d'Arend van Ravesteyn, puis selon Arnold Houbraken, avec Melchior d'Hondecoeter.
Il se spécialise dans les peintures d'oiseaux et de fleurs, qui séduisent la clientèle d'aristocrates germaniques qui patronne le peintre de natures mortes Jan Weenix.
En 1669 il travaille pour Frédéric-Guillaume Ier de Brandebourg, à Potsdam qui lui donne une maison dans laquelle il installe un atelier où il fait travailler de nombreux assistants. En 1689, Frédéric Ier de Prusse, transfère sa cour à Berlin et Van Royen devient le fondateur et le Directeur de l'Académie de Berlin.

## Œuvres
- Roses dans un vase en faïence sur un rebord de marbre, 1706, huile sur toile, 29 × 24 cm, Collection privée, Vente Bonhams 2012[2]
- Perroquet blanc et autres oiseaux, 1665-1723, huile sur panneau, 117 × 106 cm, Wallace Collection, Londres[3]
- Ara rouge et autres oiseaux, 1665-1723, huile sur panneau, 117 × 110 cm, Wallace Collection, Londres[4]
- La Ménagerie de Frédéric III, 1697, huile sur toile, , 232 × 190 cm, Château de Caputh, Potsdam
- Nature morte de pêches et de raisins, 1705, huile sur toile, 46 × 39 cm, Ashmolean Museum, Oxford[5]
- Canards dans un paysage, huile sur toile, 86 × 76 cm, Collection privée, Vente Sotheby's 2007[6]
- Une oie et d'autres oiseaux sauvages près d'une fontaine, 122 × 102 cm, Collection privée[7]

"
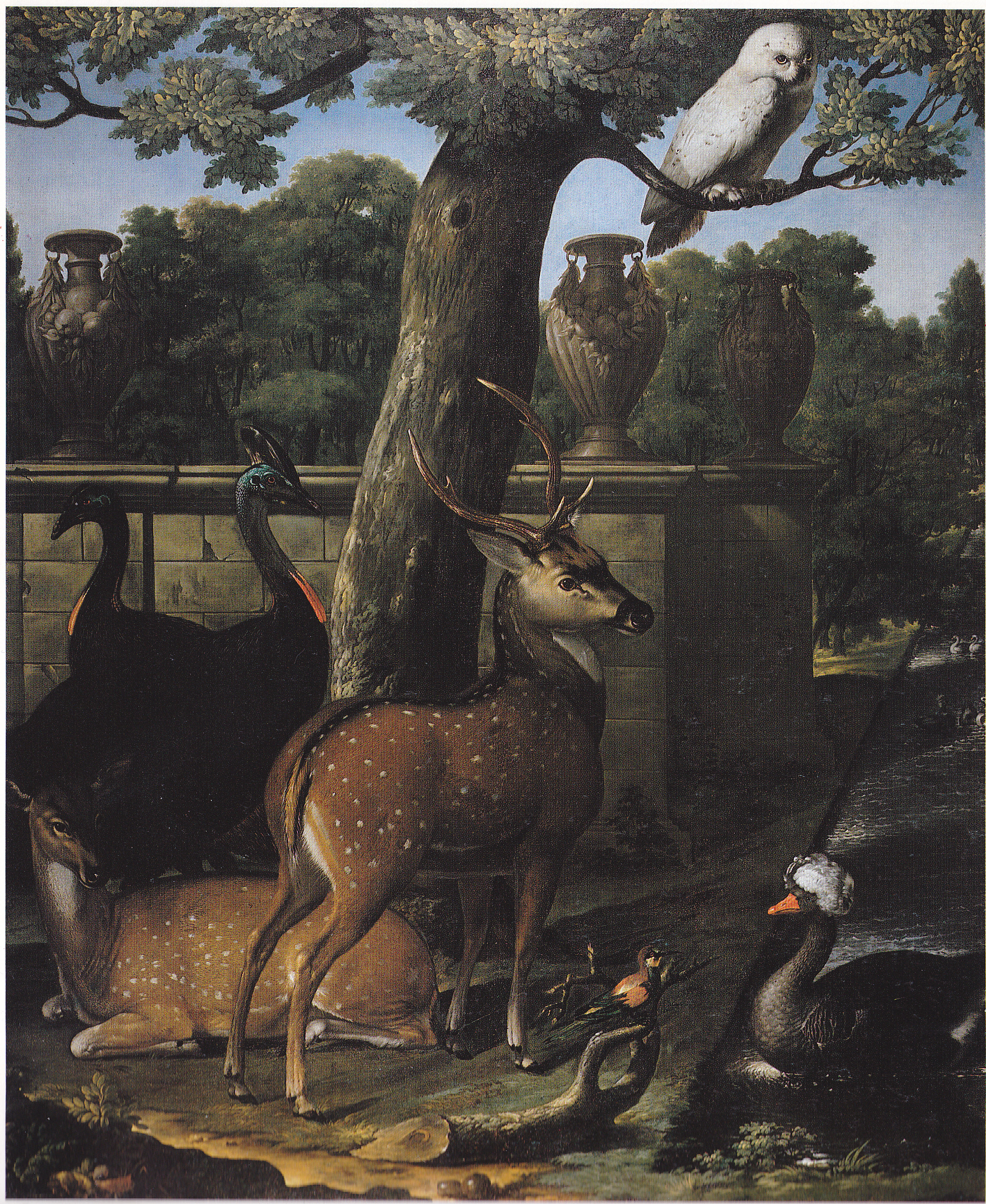
Ménagerie de Frédéric III, 1697 Château de Caputh
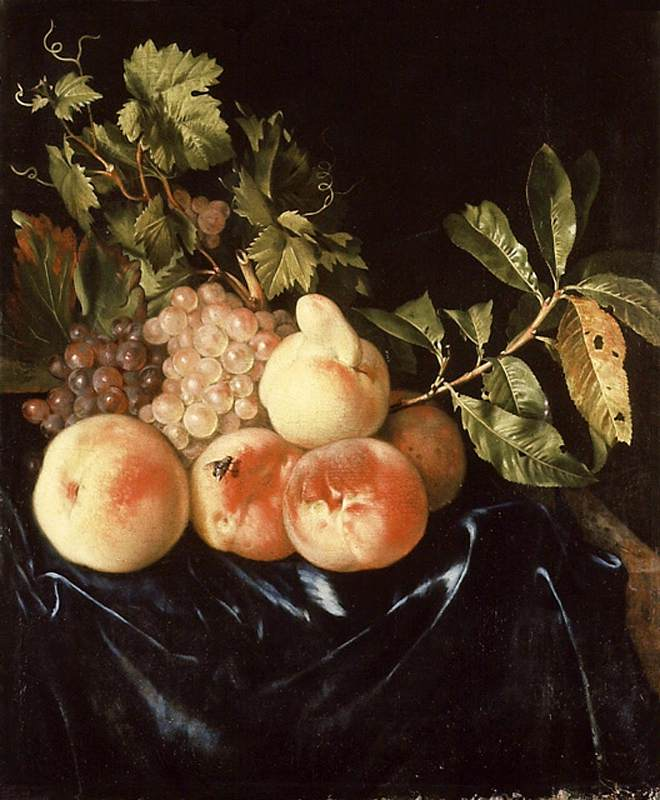
Pêches et raisins, 1705 Ashmolean Museum
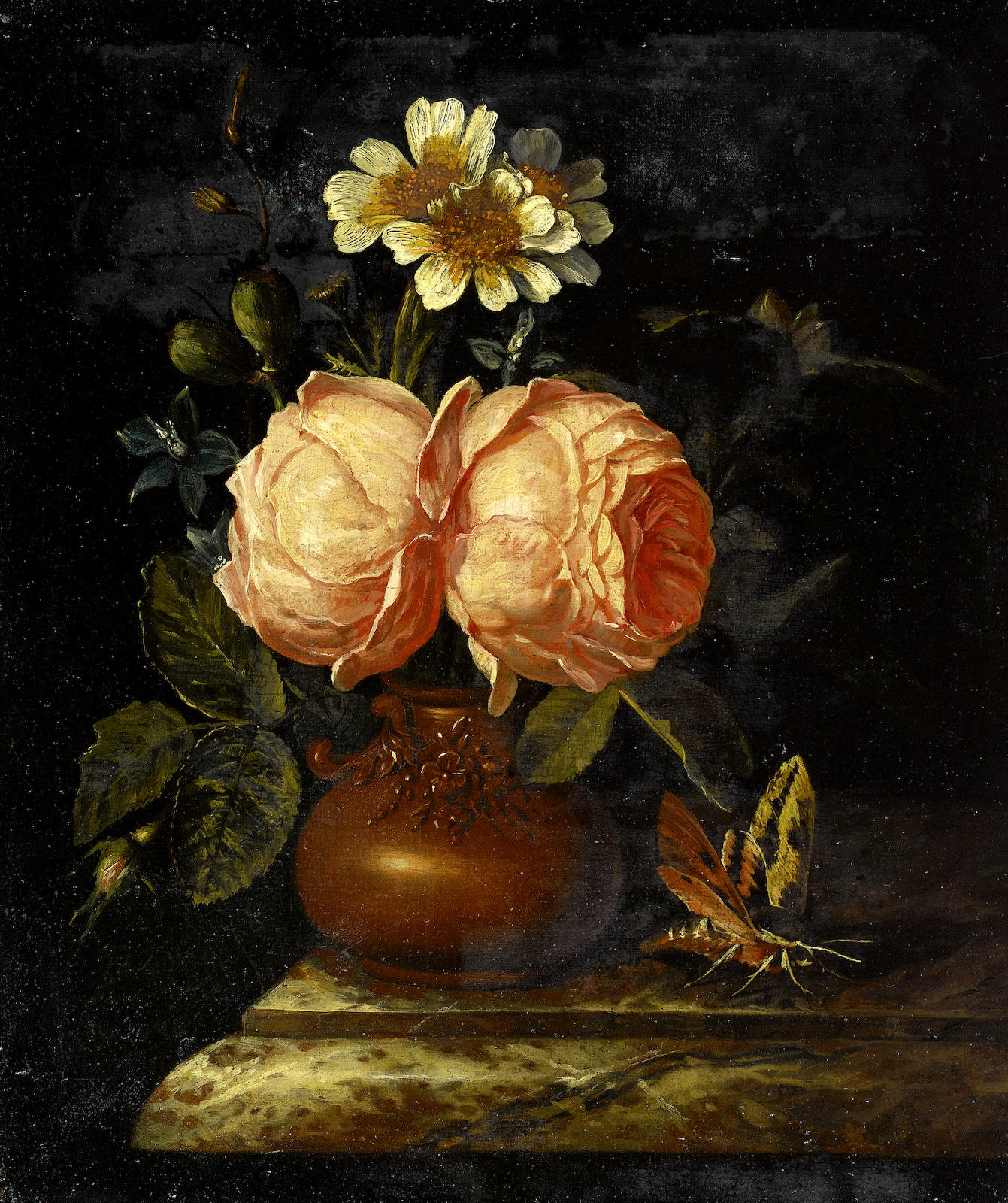
Roses dans un vase, 1706 Collection privée